# ダニエル・クロスビー・グリーン

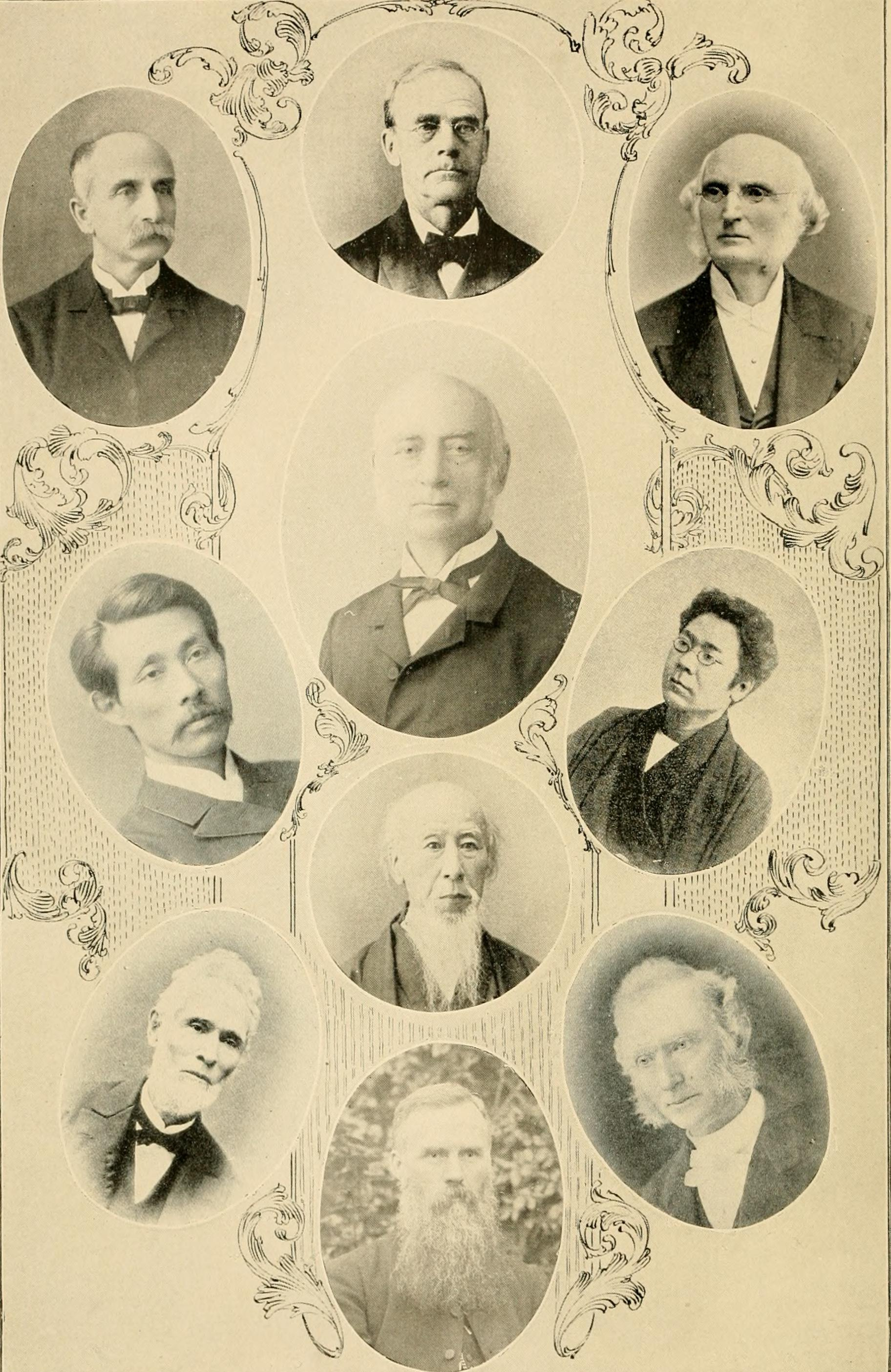
日本における聖書翻訳の立役者たち。左列上からD.C.グリーン、松山高吉、N.ブラウン。中央上からフルベッキ、ヘボン、奥野昌綱、ファイソン。右列上からS.R.ブラウン、高橋五郎、マクレイ。

ダニエル・クロスビー・グリーン（Daniel Crosby Greene, 1843年2月11日 - 1913年9月15日）は、宣教師、牧師、建築家、聖書翻訳者。アメリカ合衆国マサチューセッツ州ロクスベリー出身。

## 生涯

### 生い立ち
アメリカ外国伝道委員会（アメリカン・ボード）の幹事の9人目の子供として生まれる。父は1849年に病気でアメリカン・ボードを辞職した。1850年に母が亡くなり、1852年までグリーンの一家は離散する。

### 学生時代
1860年にミドルベリー大学に入学したが、翌年の1861年にダートマス大学に転校。南北戦争が起こり、1862年6月24日に北軍側のダートマス騎兵隊に入隊し、10月2日に除隊。1863年9月に信仰を告白し、キリスト者となる。1864年に大学を卒業。
献身し1866年に会衆派のシカゴ神学校に入学。その後アンドーヴァー神学校に転校。
若くして両親を亡くし、1864年9月に救われたメリー・ジェイン・フォービスと出会い、文通の後1865年に婚約。1869年にアンドーバー神学校を卒業し、7月28日に按手礼を受け、翌日29日に結婚。

### 来日
1869年、アメリカ外国伝道委員会（アメリカン・ボード） (American Board of Commissioners for foreign Missions)に派遣され11月30日（木曜日）に来日。横浜に到着し、その後の1870年にヘンリー・ブロジェットの勧めにより、神戸で宣教。その当時の神戸には、プロテスタントの宣教師は、チャニング・ウィリアムズ以外にいなかった。
神戸に移ったグリーンは、フリーメイソンから建物を借りて、1870年5月22日に最初の礼拝を持ち25名が参加したが、ここは礼拝に適さず、1871年に商人のブラッドフィールドが礼拝堂建設のための土地献品を申し出る。1872年11月23日ユニオン・チャーチが完成し、グリーンがその初代牧師となる。ユニオン・チャーチは赤レンガ造りの建築でグリーンの設計だと考えられている。ユニオン・チャーチは超教派であったので出席者の中には監督制の者もおり、教会政治を巡って問題が起こった。監督制の者たちは1897年に別の教会（オール・セインツ・チャーチ）を建設した。
1871年6月30日にグリーンとO・H・ギューリック宣教師に日本語を教えていた市川栄之助夫婦が逮捕されてしまう。グリーンらはアメリカ領事館に訴え、アメリカ領事は兵庫県知事中山信彬に抗議した。市川栄之助はキリスト教を理由に拷問にかけられたと考えられる。1872年11月25日に市川栄之助は死んだ。グリーンは釈放された未亡人の市川まつを、引き取って生涯世話をし、アメリカン・ボードに未亡人に支払う年金を請求した。市川まつは摂津第一公会で洗礼を受け、1909年7月30日に召天。
グリーンは「切支丹邪宗門之儀は堅く御禁制たり」という高札を見た。また浦上四番崩れの事件をアメリカン・ボードに報告し、信教の自由を守るための運動を呼びかけた。これを受けてアメリカン・ボードは、日本における信教の自由をアメリカ政府に訴えた。
1874年4月19日に洗礼を授けた11名によって創立された摂津第一公会（現:日本基督教団神戸教会）は、当初から会衆制を採る会衆派教会であった。ここから日本組合基督教会に繋がる。
1874年の6月1日から再び横浜に戻り、ヘボンやフルベッキらとともに新約聖書翻訳に取り組み、1880年に完成した。
1882年から87年まで同志社英学校で教師を務め、さらに建築家として彰栄館、礼拝堂、有終館を設計した（いずれも重要文化財）。

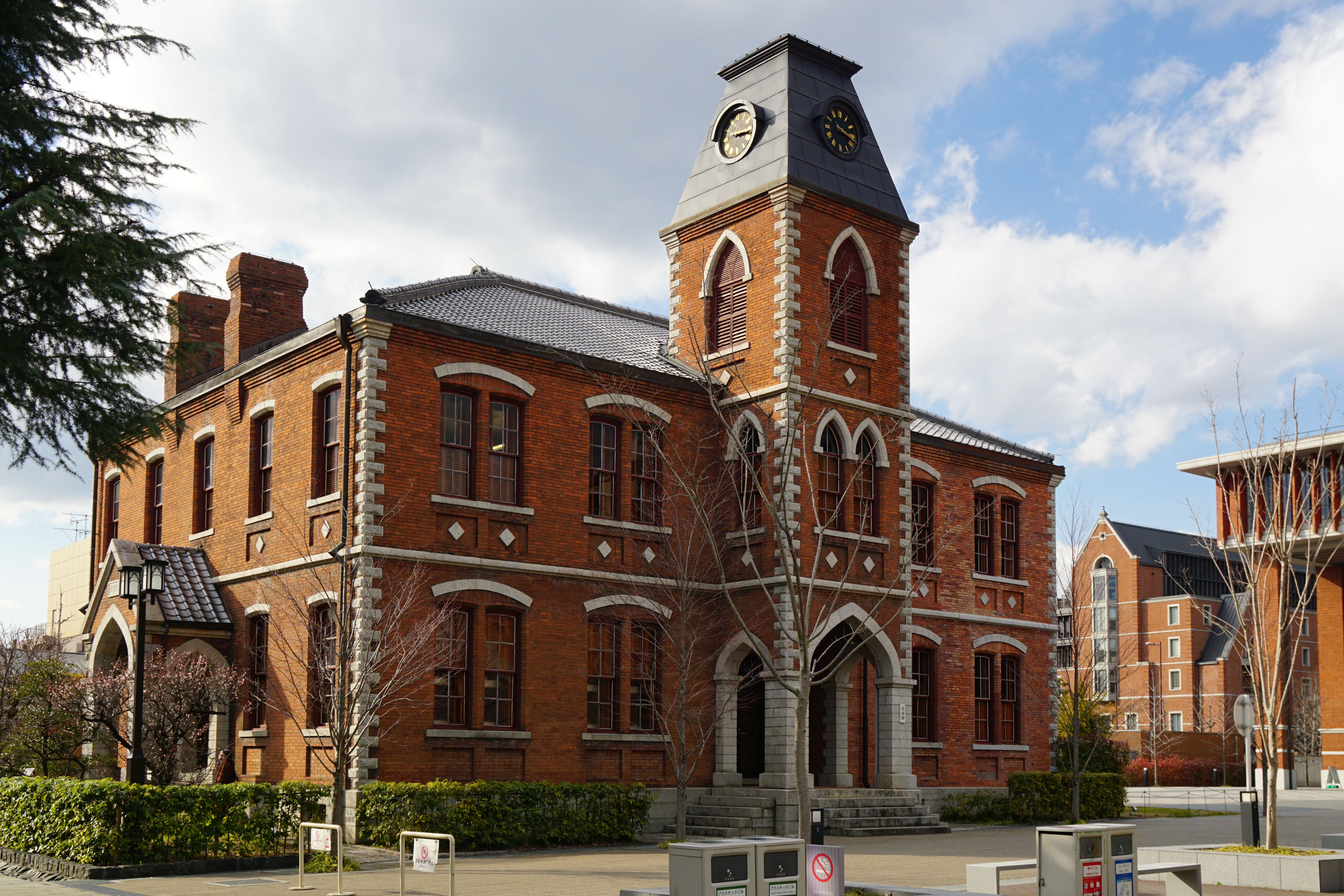
彰栄館
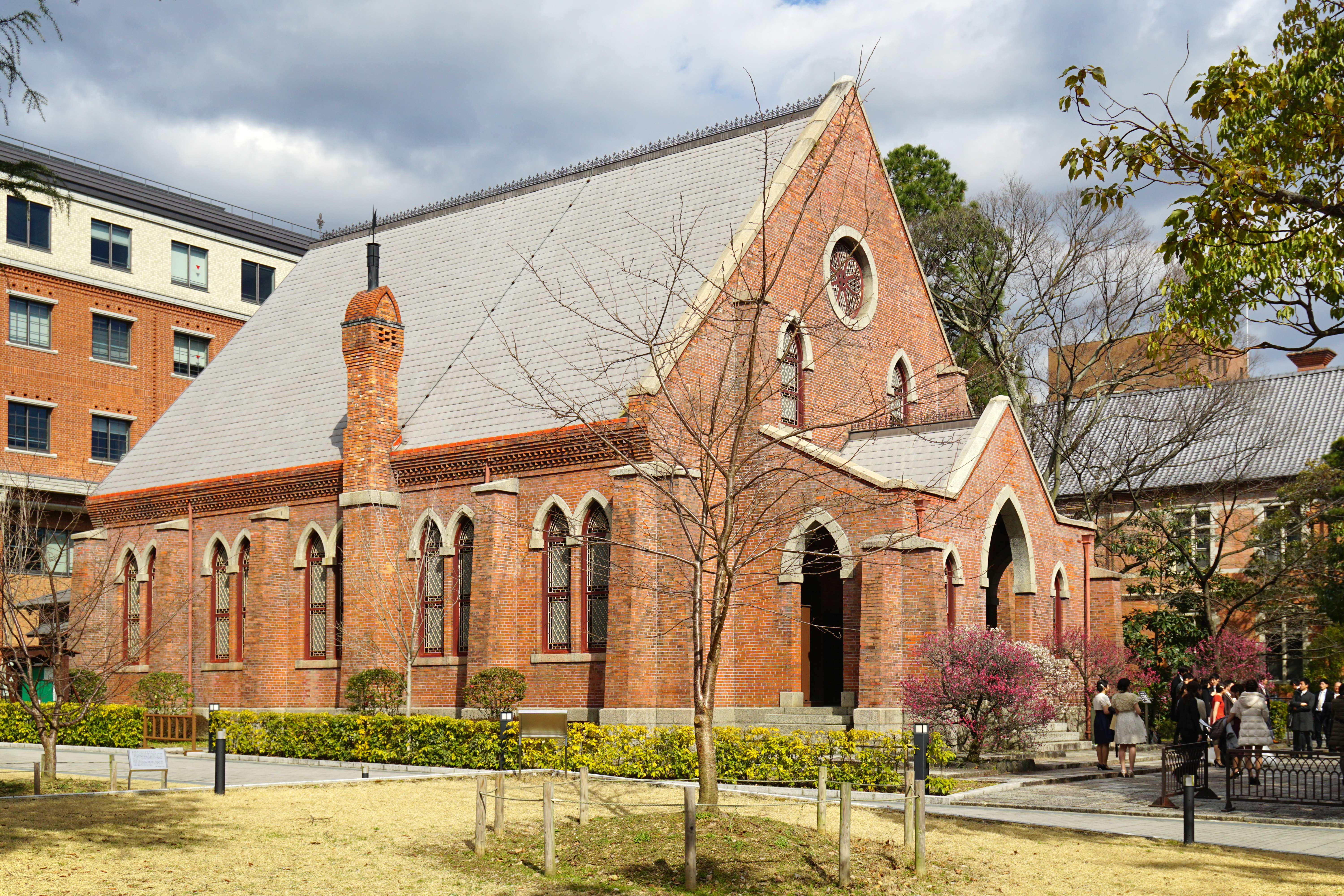
礼拝堂
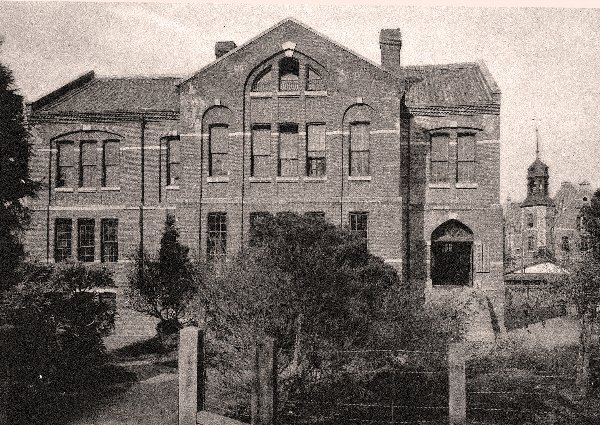
有終館

87年末に休暇を得てヨーロッパに旅立ったが、3年後に東京に戻った。1897年には片山潜によるキングスレー館（日本最初の隣保館）設立を支援している。また日本アジア協会や平和協会の会長を務めるなど日米関係改善のため尽力した。
神奈川県葉山で永眠。青山霊園に葬られたが2001年、京都の同志社墓地に改葬された。

## 栄典
- 勲三等旭日中綬章[5]

## 家族
妻Mary Jane Forbesと1869年に結婚し、子は8人。三代に渡って同姓同名の"Daniel Crosby Greene"がいる。子孫抜粋:
1. ダニエル・クロスビー・グリーン (Daniel Crosby Greene) (1843–1913)[6]
  1. エバーツ・グリーン[7] (en:Evarts Boutell Greene)  (1870–1947): 神戸生まれ。歴史学者[8]。
  2. ファニー[9]・グリーン (Fannie Bradley Greene) (1871[6]–): 神戸生まれ。女子大学校、女子英学塾の講師[6]。
  3. クラスビー[9] (Daniel Crosby Greene) (1873[6]:371–1941[10]): 神戸生まれ。医師[6]:371。
    1. (Marion Greene) (1906[6]:371–)
    2. (Jeremiah Evarts Greene) (1908[6]:371–)
    3. (Daniel Crosby Greene) (1910[6]:371–1991[11]): 医師[11]。
    4. (Roger Sherman Greene) (1912[6]:371–)
    5. (Emily Lockwood Greene) (1915[6]:371–)

  4. ジェローム・グリーン[7] (en:Jerome Davis Greene)  (1874[6]:371–1959[12]) (Jerome D. Greene): 横浜生まれ。実業家[6]:371。ジェロームの名は、来日宣教師ジェローム・デイヴィス（Jerome Dean Davis, 1872年に来日）にちなんだ[13]。
  5. (Mary Avery Greene) (1877[6]:372–): 横浜生まれ[6]:372。
  6. ロジャー・グリーン[7] (en:Roger Sherman Greene II)  (1881[6]:372–1947[14]): 米国生まれ。米国政府の外交官[6]:372。
  7. (Elizabeth Grosvenor Greene) (1882[6]:372–): 京都生まれ[6]:372。
  8. (Edward Forbes Greene) (1884–1917): 京都生まれ[6]:372。

同じく宣教師だったヘンリー・ルーミスは、1872年にグリーン牧師の妹と結婚して同年に来日:305。その子クララ・デニスン・ルーミスは横浜共立学園の校長となった。